# Келлар, Гарри
Гарри Келлар (англ. Harry Kellar, 1849—1922) — известный американский иллюзионист.
Келлар родился в Эри (штат Пенсильвания, США) в семье эмигрантов из Германии. Мальчиком сбежал из дома. Составил себе славу на таких трюках, как исчезновение клетки с птицей. Этот фокус был им куплен у изобретателя за солидную по тем временам сумму в 750 долларов. Идея другого сенсационного трюка — парение девочки в воздухе — была выкрадена его агентом у Джона Маскелайна.
Келлар выступал на пяти континентах и пользовался таким авторитетом, что после смерти его день рождения несколько лет отмечался американскими иллюзионистами в качестве профессионального праздника.
Келлар закончил карьеру иллюзиониста в 1908 году, но десять лет спустя по просьбе Гарри Гудини (псевдоним которого содержит отсылку к имени Келлара) с феноменальным успехом провёл прощальное шоу.